# WFMU
WFMU — некоммерческая радиостанция, расположенная в городе Джерси Сити (США) и вещающая в FM диапазоне на частоте 91,1 Мгц.

## История
WFMU начала вещание в апреле 1958 года. Лицензия на вещание принадлежала колледжу Упсала (Upsala College) в Ист-Ориндж (Нью-Джерси). Незадолго до закрытия колледжа в мае 1995 года, Auricle Communications выкупила у него лицензию и с этого времени радиостанция является полностью независимой.
Сама Auricle Communications является некоммерческой организацией, чей совет директоров состоит из бывших и нынешних сотрудников радиостанции, а также слушателей WFMU. В августе 1998 года радиостанция переехала в город Джерси Сити (штат Нью-Джерси, в здание, приобретенное на пожертвования радиослушателей.

## Философия
WFMU отличает приверженность к свободной (freeform radio) форме вещания. Все плей-листы составляются диджеями и не ограничиваются какими-либо рамками радиоформата. Почти 100 % программ производится на самой радиостанции.